# Amstel Curaçao Race 2006
L'Amstel Curaçao Race 2006, quinta edizione della corsa, si disputò il 4 novembre 2006 e venne vinta dallo spagnolo Alejandro Valverde.
All'arrivo 108 ciclisti tagliarono il traguardo.

## Ordine d'arrivo (Top 10)
| Pos. | Corridore          | Squadra       | Tempo |
| ---- | ------------------ | ------------- | ----- |
| 1    | Alejandro Valverde | C. d'Epargne  |       |
| 2    | Fränk Schleck      | CSC           |       |
| 3    | Erik Dekker        | Rabobank      |       |
| 4    | Michael Barry      | Discovery Ch. |       |
| 5    | Bart Brentjens     |               |       |
| 6    | Michael Boogerd    | Rabobank      |       |
| 7    | George Hincapie    | Discovery Ch. |       |
| 8    | Maarten den Bakker | Milram        |       |
| 9    | Nico Eeckhout      | Ch. Jacques   |       |
| 10   | Frank Nijssen      |               |       |